# Lepidorhombus
Lepidorhombus là một chi Cá thân bẹt nguồn gốc ở đông bắc Đại Tây Dương.

## Loài
Hiện tại có hai loài được công nhận trong chi này:
- Lepidorhombus boscii (A. Risso, 1810) (Four-spot megrim)
- Lepidorhombus whiffiagonis (Walbaum, 1792) (Megrim)